# Ucrania en el Festival de la Canción de Eurovisión 2024
Ucrania participó en el LXVIII Festival de la Canción de Eurovisión, que se celebró en Malmö, Suecia del 7 al 11 de mayo de 2024, tras la victoria de Loreen con la canción «Tattoo».La Natsionalna Suspilna Teleradiokompaniya Ukrayiny (UA:PBC), (Compañía Nacional de Radiodifusión Pública de Ucrania, en español) decidió mantener el formato de selección tradicional, organizando el «Natsionalnyi Vidbir» o informalmente «Vidbir» para elegir al representante ucraniano en Eurovisión.
Tras una repesca online y una final televisada, el Vidbir 2024 dio como ganadoras al duo formado por la rapera Alyona Alyona y la cantante Jerry Heil con el tema rap/pop «Teresa & Maria», compuesto por ambas junto a Anton Chilibi e Ivan Klymenko.
Durante las semanas previas al concurso, Ucrania se erigió como una de las favoritas a la victoria entre las casas de apuestas.Finalmente en el festival, Ucrania se presentó en la primera semifinal del concurso, clasificándose en 2ª posición con 173 puntos. Cuatro días más tarde en la gran final, el duo ucraniano consiguió el 3° lugar del concurso tras obtener 453 puntos: 146 puntos del jurado profesional y 307 del televoto.

## Historia de Ucrania en el Festival
Ucrania es uno de los países de Europa del Este que se fueron uniendo al festival desde 1993 después de la disolución de la Unión Soviética. Ucrania comenzó a concursar en 2003, con el cantante Olexandr Ponomariov y la canción «Hasta la vista» finalizando en la 14.ª posición. Desde entonces el país ha concursado en 18 ocasiones, siendo uno de los países más exitosos del festival habiéndose posicionado en doce ocasiones dentro del Top 10, incluyendo siete podios. Ucrania ha logrado vencer en tres ocasiones el festival: la primera, en su segunda participación en 2004, con la cantante Ruslana y el tema pop-folk «Wild Dances». La segunda vez sucedió en 2016 gracias a la canción sobre la deportación tártara durante la Segunda Guerra Mundial «1944» de Jamala. Su tercera victoria fue en 2022, meses después de la Invasión rusa de Ucrania con el grupo Kalush Orchestra y el tema folk/rap «Stefania».
En 2023, los ganadores del Vidbir, el grupo TVORCHI, terminaron en 6.ª posición con 243 puntos en la gran final: 189 puntos del televoto (4.°) y 54 del jurado profesional (15.°), con la canción «Heart of Steel».

## Representante para Eurovisión

### Natsionalnyi Vidbir 2024
La Natsionalnyi Vidbir 2024 fue la 8.ª edición de la preselección ucraniana. Ucrania confirmó su participación en el Festival de Eurovisión 2024 a finales de julio, confirmando el 28 de agosto de 2023, la UA:PBC confirmó la realización de la final nacional, abriendo el periodo de recepción de candidaturas desde el 30 de agosto hasta el 22 de octubre, pudiendo presentar los artistas más de una candidatura, pudiendo ser demos que cumplan con los requisitos exigidos en el festival de Eurovisión. También se anunció que el productor musical Pianoboy se convertiría en el productor musical del Vidbir por segundo año consecutivo.

#### Formato
La competencia consistió en dos rondas: en la primera ronda, se hizo una votación en línea vía app DIIA con nueve participantes que no fueron seleccionados directamente para la final. El más votado fue seleccionado para la gala en vivo.
La segunda ronda fue una final en vivo con una sola fase de votación: Los 10 participantes se sometieron a una votación a 50/50 entre un panel de tres jurados profesionales y el público. En esta votación, los tres jurados repartieron de 11 a 1 puntos a las 11 canciones según su orden de preferencia, dando 11 puntos a su tema favorito. Los votos de los tres jurados fue sumado y el participante más votado recibió 11 puntos, el segundo más votado recibió 10 puntos y así sucesivamente de 9 a 1 punto con los restantes participantes. El público también repartió de 11 a 1 punto según la clasificación por número de votos vía la app DIIA. Una vez sumadas ambas puntuaciones, el tema con mayor puntuación fue declarado ganador y representante de Ucrania en Eurovisión, teniendo preferencia en caso de un empate quien recibiera más puntos por el televoto.

#### Jurado
Al igual que lo realizado el año pasado, los miembros del jurado fueron seleccionados por medio de votación popular vía la app DIIA. El 15 de enero de 2024 se abrió la votación a través de la app con nueve candidatos, cerrándose el 22 de enero, habiéndose recibido un total de 720,841 votos.
- Andriy Danilko – comediante, actor y cantante, representante ucraniano en su personaje de Verka Serduchka del Festival de la Canción de Eurovisión 2007.
- Jamala – cantante, representante ucraniana y ganadora del Festival de la Canción de Eurovisión 2016.
- Kateryna Pavlenko – vocalista del grupo Go_A, ganadores del Vidbir 2020 y seleccionados para el festival cancelado de Eurovisión 2020 y representante de 2021.
- Oleksandr Varenyts – periodista y mánager musical.
- Olena Koliadenko – coreógrafo y productor musical.
- Pavlo Shylko – presentador de radio y televisión, presentador del Festival de la Canción de Eurovisión 2005.
- Serhiy Tanchynets – productor musical, cantante y músico.
- Yevhen Khmara – compositor y pianista.
- Yevhen Triplov – productor musical, cantante y letrista.

Los candidatos seleccionados para formar parte del panel de jueces fueron: Andriy Danilko con el 43.79%, Jamala con el 23.62% y Serhiy Tanchynets con el 12.42%.

#### Candidaturas
La UA:PBC abrió un periodo de recepción de canciones entre el 30 de agosto y el 22 de octubre de 2023, habiéndose recibido 389 propuestas.El 9 de noviembre de 2023 se revelaron los nombres de 20 candidatos preseleccionados de las 389 candidaturas, los cuales se presentaron a una serie de audiciones.El 12 de enero de 2024, se anunciaron las 10 canciones finalistas directas a través de las redes sociales de la UA:PBC.
| \| - Alyona Alyona & Jerry Heil - Anka - Carpetman - Drevo - Ingret \| - Julia Belei - Karyotype - Krylata - Mélovin - Nahaba \| - Nazva - Parfeniuk - Shépa - Skylerr - Stasya \| - Swoiia - Teslenko - Yagody - Yaktak - Ziferblat \| |                                                        |                                                |                                                   |
| - Alyona Alyona & Jerry Heil - Anka - Carpetman - Drevo - Ingret | - Julia Belei - Karyotype - Krylata - Mélovin - Nahaba | - Nazva - Parfeniuk - Shépa - Skylerr - Stasya | - Swoiia - Teslenko - Yagody - Yaktak - Ziferblat |

##### Finalistas
| Artista                    | Canción (Traducción)                              | Idioma            | Compositor(es)                                                          |
| -------------------------- | ------------------------------------------------- | ----------------- | ----------------------------------------------------------------------- |
| Alyona Alyona y Jerry Heil | «Teresa & Maria» (Teresa y María)                 | Ucraniano         | Aliona Savranenko, Anton Chilibi, Ivan Klymenko, Yana Shemaieva         |
| ANKA                       | «Palala» (Палала) (-)                             | Ucraniano         | Anna Korchenova                                                         |
| Drevo                      | «Endless Chain» (Cadena sin fin)                  | Inglés            | Maksym Derevianchuk                                                     |
| INGRET                     | «Keeper» (Guardián)                               | Inglés, ucraniano | Dmytro Tsyhanenko, Ingret Kostenko                                      |
| MÉLOVIN                    | «Dreamer» (Soñador)                               | Inglés            | Kostiantyn Bocharov, Oleksandr Biliak                                   |
| NAHABA                     | «Glasss» (Cristal)                                | Ucraniano         | Andrii Naumenko, Olha Kakasiian                                         |
| NAZVA                      | «Slavic English» (Inglés eslavo)                  | Inglés            | Pavlo Gots                                                              |
| SKYLERR                    | «Time Is Running Out» (El tiempo está corriendo)  | Ucraniano, inglés | Vladyslav Stupak, Valeriia Kudriavets, Nazarii Savchuk, Nikita Kiseliov |
| YAGODY                     | «Tsunamia» (Tsunami)                              | Ucraniano         | Viktoriia Solovyiuk, Serhii Svirskyi, Teymuraz Gogitidze                |
| YAKTAK                     | «Lalala» (Lalala)                                 | Ucraniano         | Yaroslav Karpuk, Vasyl Kozma                                            |
| Ziferblat                  | «Place I Call Home» (Un lugar al que llamo hogar) | Inglés            | Danylo Leshchynskyi, Valentyn Leshchynskyi                              |

1. 1 2  Contiene frases repetidas en inglés.
2. ↑  Contiene una frase repetida en ucraniano.

#### Final
| N.º | Artista                    | Canción               | Jurado | Televoto | Televoto   | Televoto | Lugar | Total |
| N.º | Artista                    | Canción               | Puntos | Votos    | Porcentaje | Puntos   | Lugar | Total |
| --- | -------------------------- | --------------------- | ------ | -------- | ---------- | -------- | ----- | ----- |
| 1   | YAKTAK                     | «Lalala»              | 6      | 107,227  | 9.18%      | 10       | 4     | 16    |
| 2   | INGRET                     | «Keeper»              | 8      | 15,238   | 1.31%      | 2        | 6     | 10    |
| 3   | NAZVA                      | «Slavic English»      | 2      | 14,852   | 1.27%      | 1        | 11    | 3     |
| 4   | ANKA                       | «Palala» (Палала)     | 5      | 19,183   | 1.64%      | 4        | 8     | 9     |
| 5   | Drevo                      | «Endless Chain»       | 4      | 16,235   | 1.39%      | 3        | 9     | 7     |
| 6   | Alyona Alyona y Jerry Heil | «Teresa & Maria»      | 10     | 723,297  | 61.97%     | 11       | 1     | 21    |
| 7   | Mélovin                    | «Dreamer»             | 9      | 82,838   | 7.10%      | 9        | 3     | 18    |
| 8   | SKYLERR                    | «Time Is Running Out» | 3      | 38,177   | 3.27%      | 6        | 7     | 9     |
| 9   | Ziferblat                  | «Place I Call Home»   | 11     | 64,276   | 5.51%      | 8        | 2     | 19    |
| 10  | YAGODY                     | «Tsunamia»            | 7      | 62,269   | 5.33%      | 7        | 5     | 14    |
| 11  | NAHABA                     | «Glasss»              | 1      | 23,593   | 2.02%      | 5        | 10    | 6     |

## En Eurovisión
De acuerdo a las reglas del festival, todos los concursantes debían iniciar desde las semifinales, a excepción del anfitrión (en este caso, Suecia) y el Big Five compuesto por Alemania, España, Francia, Italia y el Reino Unido. En el sorteo realizado el 30 de enero de 2024, Ucrania fue sorteada en la primera semifinal del festival. En este mismo sorteo, se determinó que participaría en la primera mitad de la semifinal (posiciones 1-7). Semanas después, ya conocidos los artistas y sus respectivas canciones participantes, la producción del programa dio a conocer el orden de actuación, determinando que el país participaría en la quinta posición, después de Irlanda y precediendo a Polonia.
La UA:PBC transmitió el concurso en su totalidad a través de su canal, Suspilne Kultura con comentarios de Timur Miroshnychenko durante las tres galas, siendo acompañado en la gala final por Vasyl Baidak. Así mismo, el festival fue transmitido a través de la Radio Promlin, con comentarios de Dmytro Zakharchenko y Lesia Antypenko. La portavoz de la votación del jurado profesional ucraniano fue la representante ucraniana y ganadora del festival de 2016, JaMALVADA.

### Semifinal 1

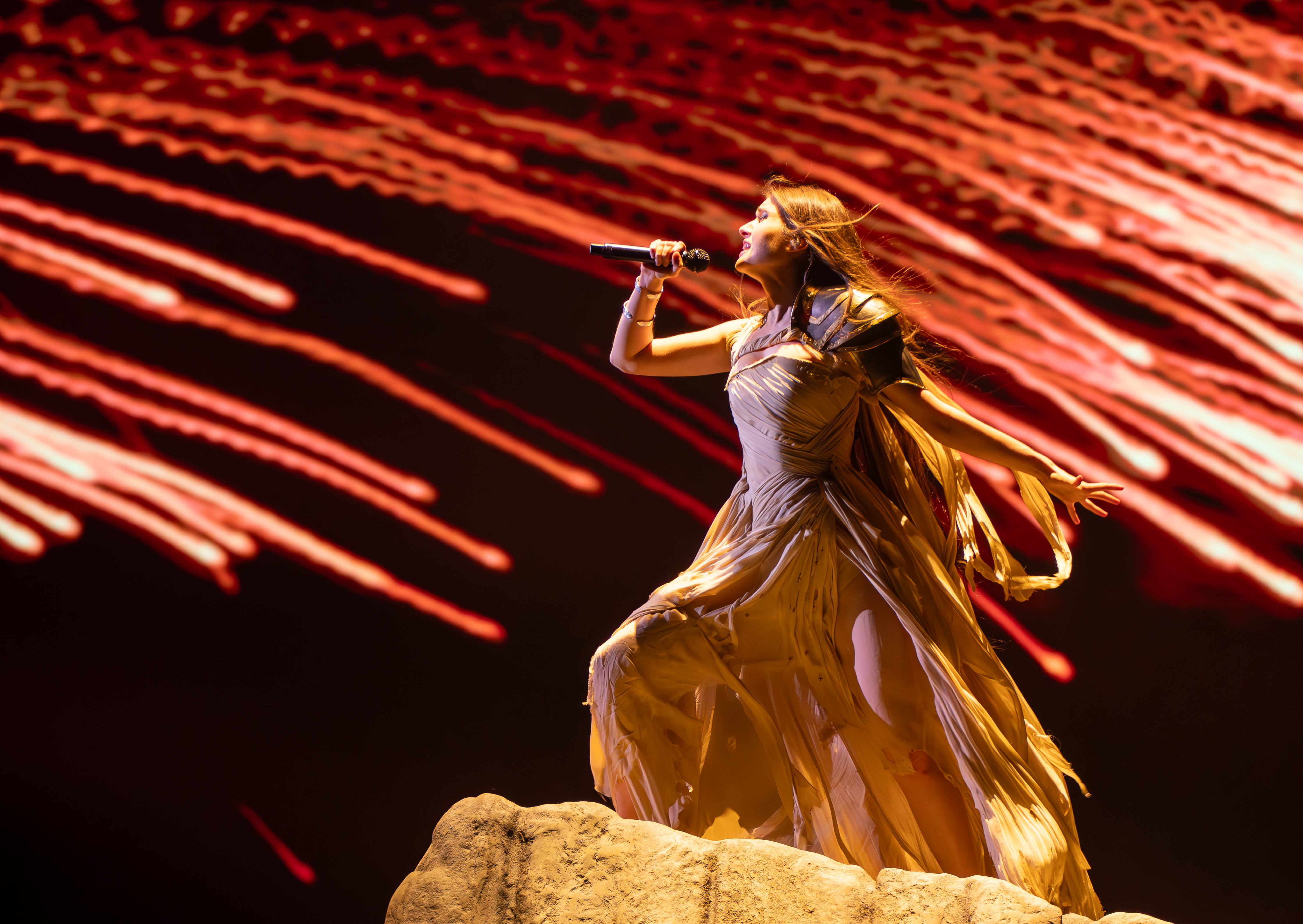
Jerry Heil con un fondo que simula bombas de fósforo durante la final.

Alyona Alyona & Jerry Heil tomaron parte de los ensayos los días 27 de abril y 1 de mayo así como de los ensayos generales con vestuario de la primera semifinal los días 6 y 7 de mayo.Ucrania se presentó en la posición 5, después de Irlanda y antes de Polonia.
Al final del espectáculo, Ucrania fue anunciada como uno de los 10 países finalistas. Los resultados revelados una vez terminado el festival, posicionaron a Ucrania en 2° lugar de la semifinal con un total de 173 puntos, a solo cuatro puntos del vencedor de la semifinal, Croacia. El dúo ucraniano fue votado por todos los países, recibiendo un mínimo de seis puntos del televoto serbio y 5 máximas puntuaciones.

### Final
Durante un sorteo previo a la rueda de prensa de los ganadores de la primera semifinal, se decidió en que mitad participaría cada finalista. Ucrania fue sorteada como "producer's choice", quedando a decisión de los productores la mitad y el puesto a actuar. El orden de actuación revelado durante la madrugada del viernes 11 de mayo, decidió que Ucrania debía actuar en la posición 2 por delante de Suecia y por detrás de Alemania.Alyona Alyona & Jerry Heil tomaron parte de los ensayos generales con vestuario de la final los días 10 y 11 de mayo. El ensayo general de la tarde del 10 fue tomado en cuenta por los jurados profesionales para emitir sus votos, que representaron el 50% de los puntos.
Durante la votación, Ucrania se colocó en 5ª posición en la votación del jurado profesional con 146 puntos, siendo votado por veintiocho jurados incluyendo 2 máximas puntuaciones: de Chequia y Moldavia. Respecto al televoto, Ucrania se ubicó en la 3ª posición con 307 puntos, incluyendo siete máximas puntuaciones y siendo votado por todos a excepción de Serbia.La sumatoria final le dio 453 puntos al país ucraniano, ubicándose en la 3ª posición, significando la 13ª ocasión en que el país finalizaba dentro del Top 10 del concurso, así como el séptimo podio conseguido dentro de su corta trayectoria en el festival. 

### Votación

#### Puntuación a Ucrania

##### Semifinal 1
| Televoto                                                   | Televoto                                                           | Televoto                                                 | Televoto      | Televoto |
| 12 puntos                                                  | 10 puntos                                                          | 8 puntos                                                 | 7 puntos      | 6 puntos |
| ---------------------------------------------------------- | ------------------------------------------------------------------ | -------------------------------------------------------- | ------------- | -------- |
| - Chipre - Lituania - Polonia - Portugal - Resto del Mundo | - Azerbaiyán - Alemania - Finlandia - Islandia - Moldavia - Suecia | - Australia - Croacia - Irlanda - Luxemburgo - Eslovenia | - Reino Unido | - Serbia |
| 5 puntos                                                   | 4 puntos                                                           | 3 puntos                                                 | 2 puntos      | 1 punto  |
|                                                            |                                                                    |                                                          |               |          |

##### Final
| Jurado                                                                | Jurado                                                                                     | Jurado | Jurado                                     | Jurado                                               |
| 12 puntos                                                             | 10 puntos                                                                                  | 8 puntos | 7 puntos                                   | 6 puntos                                             |
| --------------------------------------------------------------------- | ------------------------------------------------------------------------------------------ | --- | ------------------------------------------ | ---------------------------------------------------- |
| - Chequia - Moldavia                                                  | - Estonia - Francia - Polonia                                                              | - Finlandia - Israel - Letonia                                                                               | - Croacia                                  | - Austria - Dinamarca - Lituania - Portugal          |
| 5 puntos                                                              | 4 puntos                                                                                   | 3 puntos | 2 puntos                                   | 1 punto                                              |
| - Georgia - Luxemburgo                                                | - Alemania - Noruega                                                                       | - Islandia - Suecia                                                                                          | - Grecia - Irlanda - Países Bajos - Suiza  | - Australia - Azerbaiyán - Bélgica - Chipre - Serbia |
| Televoto                                                              |                                                                                            | |                                            |                                                      |
| 12 puntos                                                             | 10 puntos                                                                                  | 8 puntos | 7 puntos                                   | 6 puntos                                             |
| - Chequia - Estonia - Georgia - Lituania - Malta - Moldavia - Polonia | - Dinamarca - España - Israel - Italia - Letonia - Portugal - San Marino - Resto del Mundo | - Alemania - Azerbaiyán - Croacia - Chipre - Eslovenia - Francia - Irlanda - Noruega - Países Bajos - Suecia | - Albania - Austria - Bélgica - Luxemburgo | - Australia - Finlandia - Reino Unido - Suiza        |
| 5 puntos                                                              | 4 puntos                                                                                   | 3 puntos | 2 puntos                                   | 1 punto                                              |
| - Islandia                                                            |                                                                                            | - Armenia - Grecia                                                                                           |                                            |                                                      |

#### Votación realizada por Ucrania[24][25]
| Puntos    | Televoto   |
| --------- | ---------- |
| 12 puntos | Croacia    |
| 10 puntos | Lituania   |
| 8 puntos  | Irlanda    |
| 7 puntos  | Luxemburgo |
| 6 puntos  | Finlandia  |
| 5 puntos  | Australia  |
| 4 puntos  | Moldavia   |
| 3 puntos  | Polonia    |
| 2 puntos  | Portugal   |
| 1 punto   | Azerbaiyán |

| Puntos    | Jurado     | Televoto  |
| --------- | ---------- | --------- |
| 12 puntos | Suiza      | Suiza     |
| 10 puntos | Irlanda    | Croacia   |
| 8 puntos  | Suecia     | Irlanda   |
| 7 puntos  | Alemania   | Lituania  |
| 6 puntos  | Francia    | Francia   |
| 5 puntos  | Lituania   | Letonia   |
| 4 puntos  | Croacia    | Estonia   |
| 3 puntos  | Portugal   | Noruega   |
| 2 puntos  | Italia     | Finlandia |
| 1 punto   | Luxemburgo | Armenia   |

##### Desglose
El jurado ucraniano en la final estuvo compuesto por:
- Olena Topolia (Alyosha)
- Iryna Horova
- Olena Koliadenko
- Maksim Nahorniak
- Kostiantyn Tomilchenko

| Semifinal 1 | Semifinal 1 | Semifinal 1                | Semifinal 1                |
| N.º         | País        | Televoto                   | Televoto                   |
| N.º         | País        | Ranking                    | Puntos                     |
| ----------- | ----------- | -------------------------- | -------------------------- |
| 01          | Chipre      | 12                         |                            |
| 02          | Serbia      | 13                         |                            |
| 03          | Lituania    | 2                          | 10                         |
| 04          | Irlanda     | 3                          | 8                          |
| 05          | Ucrania     | -------------------------- | -------------------------- |
| 06          | Polonia     | 8                          | 3                          |
| 07          | Croacia     | 1                          | 12                         |
| 08          | Islandia    | 14                         |                            |
| 09          | Eslovenia   | 11                         |                            |
| 10          | Finlandia   | 5                          | 6                          |
| 11          | Moldavia    | 7                          | 4                          |
| 12          | Azerbaiyán  | 10                         | 1                          |
| 13          | Australia   | 6                          | 5                          |
| 14          | Portugal    | 9                          | 2                          |
| 15          | Luxemburgo  | 4                          | 7                          |

| Final | Final        | Final                      | Final                      | Final                      | Final                      | Final                      | Final                      | Final                      | Final                      | Final                      |
| N.º   | País         | Jurado                     | Jurado                     | Jurado                     | Jurado                     | Jurado                     | Jurado                     | Jurado                     | Televoto                   | Televoto                   |
| N.º   | País         | Jurado A                   | Jurado B                   | Jurado C                   | Jurado D                   | Jurado E                   | Rank                       | Pts                        | Rank                       | Pts                        |
| ----- | ------------ | -------------------------- | -------------------------- | -------------------------- | -------------------------- | -------------------------- | -------------------------- | -------------------------- | -------------------------- | -------------------------- |
| 01    | Suecia       | 2                          | 4                          | 6                          | 4                          | 10                         | 3                          | 8                          | 16                         |                            |
| 02    | Ucrania      | -------------------------- | -------------------------- | -------------------------- | -------------------------- | -------------------------- | -------------------------- | -------------------------- | -------------------------- | -------------------------- |
| 03    | Alemania     | 3                          | 5                          | 15                         | 3                          | 8                          | 4                          | 7                          | 15                         |                            |
| 04    | Luxemburgo   | 21                         | 10                         | 10                         | 6                          | 7                          | 10                         | 1                          | 13                         |                            |
| 05    | Países Bajos | 22                         | 24                         | 19                         | 17                         | 20                         | 24                         |                            | N/A                        |                            |
| 06    | Israel       | 18                         | 25                         | 20                         | 20                         | 16                         | 22                         |                            | 11                         |                            |
| 07    | Lituania     | 7                          | 6                          | 3                          | 7                          | 5                          | 6                          | 5                          | 4                          | 7                          |
| 08    | España       | 20                         | 23                         | 12                         | 18                         | 25                         | 19                         |                            | 17                         |                            |
| 09    | Estonia      | 17                         | 22                         | 21                         | 19                         | 24                         | 25                         |                            | 7                          | 4                          |
| 10    | Irlanda      | 5                          | 3                          | 1                          | 2                          | 6                          | 2                          | 10                         | 3                          | 8                          |
| 11    | Letonia      | 10                         | 15                         | 8                          | 13                         | 15                         | 11                         |                            | 6                          | 5                          |
| 12    | Grecia       | 15                         | 18                         | 25                         | 22                         | 17                         | 20                         |                            | 21                         |                            |
| 13    | Reino Unido  | 13                         | 12                         | 11                         | 14                         | 12                         | 13                         |                            | 14                         |                            |
| 14    | Noruega      | 12                         | 14                         | 14                         | 23                         | 23                         | 16                         |                            | 8                          | 3                          |
| 15    | Italia       | 14                         | 8                          | 4                          | 11                         | 4                          | 9                          | 2                          | 12                         |                            |
| 16    | Serbia       | 11                         | 21                         | 16                         | 24                         | 22                         | 17                         |                            | 24                         |                            |
| 17    | Finlandia    | 9                          | 11                         | 17                         | 15                         | 13                         | 12                         |                            | 9                          | 2                          |
| 18    | Portugal     | 6                          | 9                          | 7                          | 8                          | 3                          | 8                          | 3                          | 22                         |                            |
| 19    | Armenia      | 19                         | 16                         | 18                         | 16                         | 9                          | 15                         |                            | 10                         | 1                          |
| 20    | Chipre       | 23                         | 13                         | 22                         | 9                          | 14                         | 14                         |                            | 18                         |                            |
| 21    | Suiza        | 1                          | 1                          | 2                          | 1                          | 1                          | 1                          | 12                         | 1                          | 12                         |
| 22    | Eslovenia    | 24                         | 17                         | 15                         | 25                         | 21                         | 21                         |                            | 23                         |                            |
| 23    | Croacia      | 8                          | 7                          | 9                          | 5                          | 2                          | 7                          | 4                          | 2                          | 10                         |
| 24    | Georgia      | 16                         | 20                         | 23                         | 21                         | 19                         | 23                         |                            | 19                         |                            |
| 25    | Francia      | 4                          | 2                          | 5                          | 10                         | 11                         | 5                          | 6                          | 5                          | 6                          |
| 26    | Austria      | 25                         | 19                         | 24                         | 12                         | 18                         | 18                         |                            | 20                         |                            |